# New Year Island (Australie-Occidentale)
Pour les articles homonymes, voir Île du Nouvel-An.
New Year Island, en français : île du Nouvel-An, est une petite île située à l'ouest de Daw Island, dans la Grande baie australienne, le long des côtes de l'Australie-Occidentale, en Australie. L'île a une superficie de 21 ha.